# Artapanos von Alexandria
Artapanos von Alexandria (griechisch Ἀρτάπανος ὁ Ἀλεξανδρεύς; der Name ist vielleicht ein Pseudonym) war ein jüdischer Schriftsteller des zweiten Jahrhunderts v. Chr. Er lebte in Alexandria und stammte aus der Stadt selbst oder der Umgebung. Er verfasste verschiedene Schriften über die Juden, darunter ein Geschichtswerk Über die Juden, die nicht erhalten sind. Teile des Werkes sind bei Eusebius von Caesarea und Clemens von Alexandria zu finden, die ihn zitieren.
In einer Art Absolutheitsanspruch der jüdischen Religion wird alle Weltkenntnis und jede Form von Religion als von den Juden bzw. biblischen Personen stammend dargestellt. So habe z. B. Moses jedem Bezirk Ägyptens die je eigene Form des Tierkultes bestimmt.